# Ciro Ascione
Ciro Ascione (Torre del Greco, 27 aprile 1968) è uno scrittore e massmediologo italiano.

## Biografia
Laureatosi in lettere e filosofia, nel 1996 pubblica il suo primo libro, La grande bottega degli orrori - Le ossessioni commerciabili di Stephen King, una rielaborazione della sua tesi di laurea dedicata al noto scrittore statunitense.
Nello stesso anno pubblica il saggio biografico Marilyn Monroe, mentre nel 1999 dà alle stampe Videogames - Elogio del tempo sprecato, frutto della sua personale passione per i videogiochi.
Verso la fine degli anni novanta raggiunge una relativa notorietà nei newsgroup italiani per la sua attività di troll, ovvero di disturbatore telematico, attività che Ascione spesso ha svolto mediante l'uso di fake, ovvero vere e proprie identità immaginarie adottate a scopo di simulazione (un esempio è quello della presunta Associazione Borromeo, un'immaginaria congrega religiosa che si scaglia con veemenza contro i danni provocati dai videogiochi sulle giovani generazioni).
Proprio in relazione a questo tipo di attività, volta a provocare fenomeni di rumore e disturbo nella comunicazione telematica, Ascione ha pubblicato un libro dal titolo Troll - Come ho inguaiato Internet (2006), una sorta di guida alle varie forme di violazione della netiquette della Rete, da lui interpretate.
Il 17 settembre 2008 lancia sul web la notizia della morte di Marge Simpson, celebre personaggio della nota serie Fox I Simpson.
La notizia fa rapidamente il giro del web, ed il suo articolo viene copiato da alcuni quotidiani nazionali e blog, nonostante l'articolo contenesse informazioni dalle quali era possibile intuire la falsità.
È il caso del "serpente di mare", che in gergo giornalistico indica una notizia tanto clamorosa quanto falsa; la fonte era l'improbabile simpsonologo Dick MyCousin (il cognome è traducibile con "mio cugino") del quale non esistono tracce nemmeno su Google, se non nei riferimenti agli articoli sulla morte di Marge che nel frattempo impazzavano nella rete.

## Opere
- La grande bottega degli orrori - Le ossessioni commerciabili di Stephen King, prefazione di Alberto Abruzzese, Roma, Bulzoni, 1996
- Marilyn Monroe, Roma, Gremese Editore, 1996
- Videogames - Elogio del tempo sprecato, introduzione di Alberto Abruzzese, Roma, Minimum Fax, 1999
- Troll - Come ho inguaiato Internet, Milano, Tea, 2006